# ピエーヴェ・ディ・ボーノ＝プレッツォ
ピエーヴェ・ディ・ボーノ＝プレッツォ（イタリア語: Pieve di Bono-Prezzo）は、イタリア共和国トレンティーノ＝アルト・アディジェ州トレント自治県にある、人口約1,400人の基礎自治体（コムーネ）。
2016年1月1日にピエーヴェ・ディ・ボーノとプレッツォが合併して発足した。

## 地理

### 位置・広がり

#### 隣接コムーネ
隣接するコムーネは以下の通り。
- ボルゴ・キエーゼ (チーメゴ)
- カステル・コンディーノ
- レードロ (ベッツェッカ、コンチェーイ、ティアルノ・ディ・ソット)
- セッラ・ジュディカリエ (ラルダーロ)
- ティオーネ・ディ・トレント
- ヴァルダオーネ (ベルソーネ、プラーゾ)

## 行政

### 分離集落
ピエーヴェ・ディ・ボーノ＝プレッツォには、以下の分離集落（フラツィオーネ）がある。
- Agrone, Cologna, Creto (sede comunale), Por, Prezzo, Strada